# Catedral de Lausana
A Catedral protestante Nossa Senhora de Lausana (em francês Catédrale protestante Notre-Dame de Lausanne) foi construída na colina do centro urbano a partir da segunda metade do século XIII, de onde domina toda a vista da cidade de Lausana, na Suíça francófona.

## História
A Catedral foi construída em três fases. Os trabalhos iniciaram-se em 1170 do lado da ábside e deambulatório, seguindo o estilo românico. Entre 1190 e 1215 os trabalhos foram continuados por um segundo arquiteto, já em estilo gótico, que edificou grande parte do edifício. A partir de 1215 a obra passou a ser conduzida por mestre Jean Cotereel, que levantou a fachada ocidental e uma das torres. O portal gótico pintado na fachada sul, decorado com muitas estátuas e muito original, foi realizado entre 1225 e 1235. A catedral foi consagrada à Virgem Maria em outubro de 1275 na presença do Imperador Rodolfo de Habsburgo e do Papa Gregório X.
Com a Reforma Protestante, o edifício foi dedicado em 1536 ao culto calvinista. O interior da igreja foi muito modificado com a criação de um novo espaço litúrgico na nave. Outras alterações foram realizadas nos séculos seguintes, até que no século XIX teve início uma grande obra de restauro, dirigida pelo famoso arquiteto francês Eugène Viollet-le-Duc.
Desde 2003 a Catedral possui um novo órgão de grande qualidade, com características técnicas e musicais excepcionais, construído pela firma americana Fisk e desenhado pelo italiano Giugiaro. O instrumento pode ser escutado em concertos regulares realizados na catedral.